# Егорова, Наталья Сергеевна
Ната́лия (Ната́лья) Серге́евна Его́рова (род. 22 августа 1950, Ставрополь, Ставропольский край, РСФСР, СССР) — советская и российская актриса театра и кино, театральный режиссёр и педагог. Народная артистка Российской Федерации (2002), лауреат Государственной премии Российской Федерации в области литературы и искусства 2000 года (2001).

## Биография
Наталия Егорова родилась 22 августа 1950 года в южном российском городе Ставрополе, в семье военнослужащего.
Почти с самого рождения Наташу преследовали проблемы с дыханием: бесконечные простуды перетекали в бронхиты и воспаление лёгких, а затем — в детский туберкулёз. Всё её детство прошло в больницах. Перепробовав множество безуспешных методов лечения девочки, врачи порекомендовали семье кардинально поменять климат. Поэтому мама перевезла дочь в Сибирь, в небольшой промышленный городок Усолье-Сибирское в Иркутской области, где они поселились в коммунальной квартире. Матери пришлось освоить тяжёлую профессию крановщика. Двоих детей (в Сибири в 1958 году у Наташи родился младший брат Александр Егоров от другого отца) она поднимала в одиночку, воспитывала их очень жестоко, наказывала за любую провинность, била всем, что попадало под руку, до синяков. В Усолье-Сибирском Наталия прожила десять лет.
В 1968—1969 годах училась в Иркутском театральном училище, не окончив его, решила ехать в Москву.
В 1975 году окончила актёрский факультет Школы-студии (вуза) имени В. И. Немировича-Данченко при МХАТ СССР имени М. Горького (руководитель курса — Виктор Карлович Монюков).
По окончании учёбы стала актрисой Московского нового драматического театра (МНДТ), созданного на базе выпущенного в 1975 году актёрского курса Школы-студии МХАТ. Для зрителей театр открылся 22 января 1976 года, а его главным режиссёром стал руководитель курса, педагог и режиссёр Виктор Монюков. В МНДТ Егорова прослужила до 1984 года.
В 1984 году актриса была принята в труппу Московского Художественного академического театра СССР имени М. Горького, а после разделения театра в 1987 году перешла в Московский Художественный театр имени А. П. Чехова.
С 2010 года — режиссёр и педагог в «Мастерской Н. Л. Скорика».

### Семья
Наталия Егорова вышла замуж, будучи студенткой третьего курса Школы-студии МХАТ, за однокурсника Николая Викторовича Попкова (Глинского), ставшего сценаристом и режиссёром. Они прожили вместе семнадцать лет и развелись.
Сын — Александр Николаевич Попков (24 декабря 1976 — 13 января 2011), в возрасте шестнадцати лет взял девичью фамилию бабушки (по линии матери) Барский. Несколько раз снимался в кино с матерью. Погиб в Индии при невыясненных обстоятельствах в возрасте 34 лет.

## Общественная позиция
В марте 2014 года поддержала аннексию Крыма, подписала письмо президенту России Владимиру Путину в её поддержку.

## Творчество

### Театральные работы

#### Роли в театре

##### Московский Художественный театр имени А. П. Чехова
- 1985 — «Серебряная свадьба» по одноимённой пьесе Александра Мишарина (режиссёр-постановщик — Олег Ефремов) — Тоня
- 1987 — «Комиссия» по пьесе Ф. Григорьяна по одноимённому роману Сергея Залыгина (режиссёр — Ф. Григорьян) — Панкратова
- 1988 — «Московский хор» по одноимённой пьесе Людмилы Петрушевской (режиссёр-постановщик — Олег Ефремов) — Эра
- 1989 — «Вишнёвый сад» по одноимённой пьесе Антона Чехова (режиссёр-постановщик — Олег Ефремов) — Варя, приёмная дочь Любови Андреевны Раневской
- 1991 — «Суперфляй» по пьесе Виктора Розова (режиссёр — А. Азаревич) — Елена
- 1991 — «Олень и шалашовка» по одноимённой пьесе Александра Солженицына (режиссёр-постановщик — Олег Ефремов — Зыбина
- 1995 — «Тойбеле и её демон» по пьесе Исаака Башевиса-Зингера и И. Фридмана (режиссёр — Вячеслав Долгачёв) — Генендель
- 1999 — «И свет во тьме светит…» по повести «Отец Сергий» Льва Толстого (режиссёр — Вячеслав Долгачёв) — Сарынцова
- 1999 — «Самое главное» по одноимённой комедии Николая Евреинова (режиссёр — Роман Козак) — хозяйка меблированных комнат
- 2001 — «Чайка» по одноимённой пьесе Антона Чехова (режиссёр-постановщик — Олег Ефремов; премьера — 9 июля 1980 года (спектакль возобновлён в 2001 году)) — Полина Андреевна, жена Ильи Афанасьевича Шамраева
- 2001 — «Антигона» по одноимённой пьесе Жана Ануя (режиссёр — Темур Чхеидзе; премьера — 29 сентября 2001 года) — кормилица
- 2002 — «Вечность и ещё один день» по одноимённой пьесе Милорада Павича (режиссёр-постановщик — Владимир Петров; премьера —  21 апреля 2002 года) — мать Калины и София
- 2009 — «Дворянское гнездо» по одноимённому роману Ивана Тургенева (режиссёр — Марина Брусникина; премьера — 7 ноября 2009 года) — Марья Дмитриевна Калитина, богатая вдова-помещица[10]
- 2012 — «Прошлым летом в Чулимске» по одноимённой пьесе Александра Вампилова (режиссёр — Сергей Пускепалис; премьера — 26 мая 2012 года) — Анна Васильевна Хороших, мать Пашки, буфетчица
- 2021 — «Заговор чувств» по роману «Зависть» Юрия Олеши (режиссёр — Сергей Женовач; премьера — 30 марта 2021 года) — Анечка Прокопович, вдова

##### Московский театр-студия под руководством Олега Табакова
- 1997 — «На всякого мудреца довольно простоты» по одноимённой комедии Александра Островского (режиссёр-постановщик — Олег Табаков; премьера — 24 декабря 1997 года) — Глафира Климовна Глумова, мать Егора Глумова[11]

#### Режиссёрские работы
- «Снегурочка» («Мастерская Н. Л. Скорика»)

### Роли в кино
1. 1970 — Город первой любви — Вика
2. 1971 — Ох уж эта Настя!  — Оля, пионервожатая
3. 1975 — Повторная свадьба — Лида
4. 1975 — Старший сын — Нина, дочь Андрея Григорьевича Сарафанова
5. 1975 — Канал — Аня
6. 1976 — Два капитана — Александра Ивановна Сковородникова (Григорьева), сестра Сани Григорьева
7. 1978 — Срочный вызов — Наталья Николаевна, любовница Сергея
8. 1978 — Стратегия риска — Аня Бекетова, геолог
9. 1979 — Дачная жизнь (фильм-спектакль) — Ольга Дмитриевна
10. 1979 — Вторая весна — Евдокия Трофимовна Перевалова, вдова председателя колхоза
11. 1979 — Поэма о крыльях — актриса
12. 1980 — Ожидание — Маша Павлова, молодая учительница
13. 1980 — Полёт с космонавтом — Марина (главная роль)
14. 1980 — Половодье — Елена (главная роль)
15. 1981 — Ночь председателя — Лида, сельский библиотекарь, возлюбленная женатого Андрея Сухорукова
16. 1981 — Штормовое предупреждение — Вера Васильевна (главная роль)
17. 1981 — Третье измерение — Мария Викторовна
18. 1981 — Родительский день (к/м) — Тамара, вторая жена Николая
19. 1981 — Приказ: огонь не открывать — Екатерина Ивановна Беляева, военный врач
20. 1982 — Родился я в Сибири… — Лидия Кузьминична
21. 1982 — Приказ: перейти границу — Екатерина Ивановна Беляева, военный врач
22. 1982 — Влюблён по собственному желанию — жена Геннадия, отдыхающая (также озвучивание официантки)
23. 1982 — Следствие ведут ЗнаТоКи. Дело № 17 «Он где-то здесь» — Таисия Николаевна Снежкова
24. 1983 — Срок давности — Рая Базовкина, жена
25. 1983 — Магистраль — Света Дынькина, проводница
26. 1984 — Девочка из города — Дарья Шалихина
27. 1985 — Вот моя деревня… — Марина Дылдина
28. 1985 — Матвеева радость — Мария
29. 1986 — Железное поле — секретарь КПСС, выдающая партийные билеты
30. 1986 — Не забудьте выключить телевизор — Анна Ивановна, мать Гоши
31. 1986 — Детская площадка — общественница
32. 1986 — Арифметика любви — Татьяна Усольцева
33. 1986 — Встречная полоса (фильм-спектакль)— Екатерина Ивановна Терёхина, жена Олега Олеговича
34. 1987 — Жизнь Клима Самгина — Маргарита, первая женщина Клима Ивановича Самгина
35. 1987 — Мой боевой расчёт — Зина, соседка и возлюбленная Сергея Кружкого
36. 1987 — Без солнца — Василиса Карповна, жена содержателя ночлежки Михаила Костылева
37. 1987 — Дни и годы Николая Батыгина — Смородкина
38. 1988 — Белые вороны — Тамара Николаевна Пронина, следователь, капитан милиции
39. 1988 — За кем замужем певица? — Ксения Миронова, работник типографии
40. 1989 — Кому на Руси жить… — Вера
41. 1989 — Хочу сделать признание — Клара Степановна Власюк
42. 1991 — Женщина для всех — Мария Степановна
43. 1991 — Грех — Мария Андреевна Ляшковская
44. 1992 — Белые одежды — Ольга Сергеевна Посошкова
45. 1992 — Луна-парк — Алёна
46. 1993 — Аляска Кид — Мегги
47. 1993 — Супермен поневоле, или Эротический мутант — Ольга
48. 1994 — Я свободен, я ничей — Римма Александровна Чеснокова, жена Леонида Дмитриевича Чеснокова
49. 1994 — Воровка — женщина-мафиози
50. 1995 — Волчья кровь — Лукерья, жена майора Русской армии, любовница Фрола Фортова
51. 1997 — Царевич Алексей — Екатерина I, императрица Всероссийская
52. 1999 — Барак — Олимпиада Георгиевна (Липа)
53. 1997 — Ералаш (выпуск № 118, сюжет «Ку-ку»)[12] — Ольга Ивановна, учительница
54. 1998 — Ералаш — (выпуск № 128, сюжет «Сумасшедший дом»)[13] — мать мальчика
55. 1999 — Русский бунт — Василиса Егоровна
56. 2000 — Тайны дворцовых переворотов. Россия, век XVIII (фильмы № 1 «Завещание императора» и № 2 «Завещание императрицы») — Екатерина I, императрица Всероссийская
57. 2001 — Сыщики (фильм № 10 «Дом, где исчезают мужья») — Анна Михайловна
58. 2000—2001 —Дальнобойщики — Нина Ивановна Афанасьева, диспетчер на автобазе, жена Фёдора Ивановича Афанасьева
59. 2001 — С новым счастьем! 2 — Надя, медсестра, подруга Веры
60. 2003 — Полосатое лето — тётя Аня
61. 2002 — Критическое состояние —
62. 2003 — Остров без любви — Туркина/Волохова
63. 2003 — Пан или пропал — Марианна Яхимик, жена Владека Яхимика, знакомая Алиции, оккультистка
64. 2004 — Дальнобойщики 2 — Нина Ивановна Афанасьева, диспетчер на автобазе, жена Фёдора Ивановича Афанасьева
65. 2004 — Даша Васильева. Любительница частного сыска 2 (фильм № 2 «Эта горькая сладкая месть») — Анфиса
66. 2005 — Дети Ванюхина — Полина Ванюхина, мать Александра Ванюхина
67. 2006 — Нас не догонишь — Нина Марышева
68. 2006 — Полное дыхание — Валентина, тётя Кати
69. 2006 — Молодой Волкодав — Боярка
70. 2007 — Служба доверия — Ираида Петровна, мать Кати Марковой
71. 2008 — Туман рассеивается — эпизод
72. 2009 — Когда падают горы — Елизавета
73. 2009 — Женить Казанову — Ксения, мать Артёма
74. 2011—2013 — Тайны дворцовых переворотов. Россия, век XVIII (фильм № 8 «Охота на принцессу») — Анна Иоанновна, императрица Всероссийская
75. 2011 — Дальнобойщики 3 — Нина Ивановна Афанасьева, диспетчер на автобазе, жена Фёдора Ивановича Афанасьева
76. 2013 — Кукушечка — Антонина Аркадьевна
77. 2014 — Куприн. Яма — Анна Марковна Шойбес, хозяйка публичного дома «Яма»
78. 2017 — Хождение по мукам — Софья Ивановна, жена подполковника Тётькина
79. 2020 — Не в деньгах счастье 2 — Зоя Васильевна, мать Марты Довбыш
80. 2021 — Пустой дом — Вера Андреевна

## Признание заслуг

### Государственные награды Российской Федерации
- 1994 — почётное звание «Заслуженный артист Российской Федерации» (6 июля 1994 года) — за заслуги в области театрального искусства[14].
- 2001 — лауреат Государственной премии Российской Федерации в области литературы и искусства (в области киноискусства) 2000 года (6 июня 2001 года) — за художественный фильм «Барак»[6].
- 2002 — почётное звание «Народный артист Российской Федерации» (10 октября 2002 года) — за большие заслуги в области искусства[5].

### Общественные награды
- 2000 — приз кинофестиваля «Созвездие» «За лучшую женскую роль второго плана» — за роль Олимпиады Георгиевны (Липы) в художественном фильме «Барак» режиссёра Валерия Огородникова.
- 2000 — лауреат премии «Золотой овен» за лучшую роль второго плана — за роль Василисы Егоровны в художественном фильме «Русский бунт» режиссёра Александра Прошкина[15].
- 2000 — приз за лучшую женскую роль на кинофестивале «Окно в Европу» в Выборге — за роль императрицы Всероссийской Екатерины I в многосерийном историческом телевизионном художественном фильме «Тайны дворцовых переворотов. Россия, век XVIII» (фильм № 1 «Завещание императора») режиссёра Светланы Дружининой.
- 2001 — приз за лучшую женскую роль на IX Всероссийском кинофестивале «Виват, кино России!» в Санкт-Петербурге — за роль императрицы Всероссийской Екатерины I в многосерийном историческом телевизионном художественном фильме «Тайны дворцовых переворотов. Россия, век XVIII» (фильм № 1 «Завещание императора») режиссёра Светланы Дружининой.
- 2010 — лауреат театральной премии газеты «Московский комсомолец» в номинации «Лучшая женская роль второго плана» — за роль Марьи Дмитриевны Калитиной в спектакле «Дворянское гнездо» по одноимённому роману Ивана Тургенева режиссёра Марины Брусникиной на сцене Московского Художественного театра имени А. П. Чехова[2].
- 2016 — специальный приз «Признание» за галерею ярких экранных образов на XXIV Всероссийском кинофестивале «Виват, кино России!» в Санкт-Петербурге[16].